# Zweckverband zur Wasserversorgung der Reckenberg-Gruppe
Der Zweckverband zur Wasserversorgung der Reckenberg-Gruppe (kurz Zweckverband RBG, meist auch nur Reckenberggruppe) ist eine Körperschaft des öffentlichen Rechts in Form eines Zweckverbands mit Sitz im mittelfränkischen Gunzenhausen. Aufgabe des Zweckverbands ist die Sicherstellung der Trinkwasserversorgung sowie der überörtlichen Versorgung im Nordbayerischen Ausgleichs- und Verbundsystem. Namensgebend für den Zweckverband ist der 518,7 m hohe Reckenberg südlich von Kalbensteinberg.. Gegründet wurde der Zweckverband am 15. Juli 1963 von neun Gemeinden durch Beschluss des Landkreises Gunzenhausen. Die Reckenberggruppe beschäftigte 2024 insgesamt 66 Mitarbeiter.
Verbandsvorsitzende ist
Michael Dörr, Bürgermeister der Stadt Wolframs-Eschenbach.

## Gebiet
Dem Verband gehören folgende 21 Gemeinden in den Landkreisen Weißenburg-Gunzenhausen, Roth und Ansbach an:
| - Abenberg - Absberg - Arberg - Bechhofen - Burgoberbach - Dietenhofen - Georgensgmünd | - Gunzenhausen - Haundorf - Heilsbronn - Lichtenau - Merkendorf - Mitteleschenbach - Neuendettelsau | - Ornbau - Petersaurach - Spalt - Weidenbach - Weihenzell - Windsbach - Wolframs-Eschenbach |

Zusammen haben alle Gemeinden eine Fläche von rund 795 km². Etwa 151.000 Menschen werden direkt oder indirekt über Wasserverteiler von der Reckenberg-Gruppe versorgt.